# Corps Rubonia

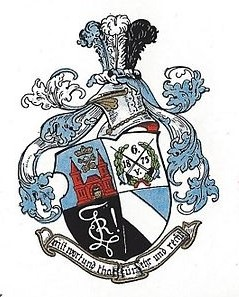
Rubonias Wappen

Das Corps Rubonia war vom 6. Mai 1875 bis zur Umsiedlung der Deutsch-Balten in das Deutsche Reich im Herbst 1939 eine deutsch-baltische Studentenverbindung in Riga. Vom 24. November 1923 bis zum Wintersemester 1930/31 bestand ein Zweigconvent in München.

## Gründungszeit

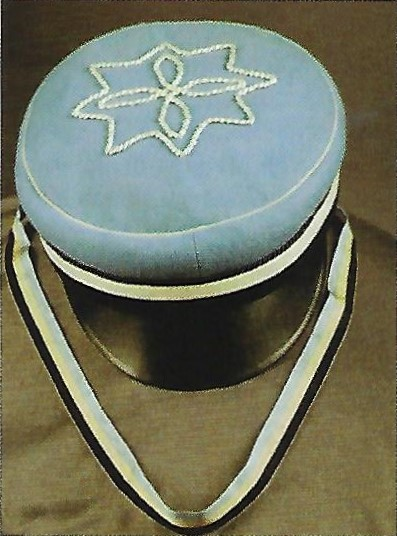
Couleur

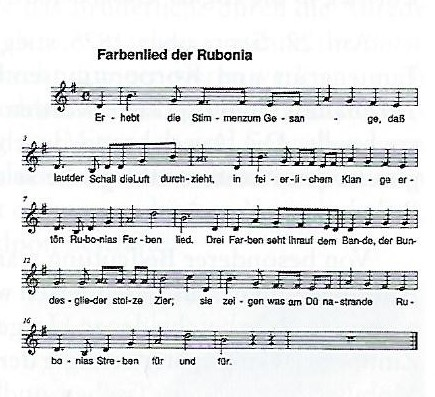
Farbenlied

Den aus dem Deutschen Kaiserreich nach Riga kommenden Studenten war Rigas Burschenleben und Brauchtum befremdlich. Missfallen erregten die Form und der Ton des geselligen Burschenlebens, ganz besonders der Verkehr auf der Kneipe, wobei ostentative „Raubeinigkeit“ und „Urwüchsigkeit“ dominierten. Als besonders krass wurde die „Fuchserziehung“ empfunden. Dieses Missfallen führte zur Gründung einer dritten Korporation, der Rubonia. Als Stiftungstag galt der 6. Mai 1875, an dem im Jägerzimmer des Johanneskellers ein erster Convent stattfand. Dieser Tag galt später als Stiftungstag. Das Corps sollte Rubonia heißen nach dem klassischen Namen des Dünastroms, an dem Riga liegt. Als Farben wurden hellblau-weiß-schwarz gewählt. Diese Farben setzten sich aus den alten Rigaschen Stadtfarben blau-weiß und den Farben des Deutschen Ordens schwarz-weiß zusammen. Studentische Fechtwaffen und Zirkel wurden entworfen, das Farbenlied komponiert. Beim zweiten Convent am 13. Mai 1875 wurden acht „Stifterfarbenträger“ und acht „Stifterfüchse“ aufgenommen. Am 17. September 1875 erfolgte die Aufnahme in den Chargierten-Convent (C!C!).
Am nächsten Morgen wurden die Deckel zum ersten Mal in der „Offiziellen Börse“ getragen. Zu dieser besonderen Rigaer Einrichtung sammelten sich werktags um 10 Uhr die Angehörigen der einzelnen Corps in geschlossenen Gruppen im Vestibül des Polytechnikums bzw. in der Allee gegenüber. Der Oldermann verteilte die täglichen Aufgaben unter die Füchse, deren Erscheinen Pflicht war. Die drei Chargierten machten Antrittsbesuche beim Direktor des Polytechnikums. Die einzelnen Landsleute stellten sich den Professoren und Dozenten in ihren Empfangszimmern, Konstruktionssälen und Laboratorien vor. Am Abend erschien die Rubonia fast vollständig im Stadttheater, und zwar „im ersten Rang“. Das war ihr „Einstieg“ in die Rigaer Gesellschaft, um deren Anerkennung sie sich in der Zukunft immer bemühte.
Nach der Gründung der Rubonia wurde mit Spannung erwartet, wem sie sich zuneigen würde, der Fraternitas Baltica oder der Concordia. Nach eigener Aussage versuchten die Rubonen, alle Korporationen zu einem gemeinsamen Vorgehen zu bewegen. In den Augen der Balten neigten sie jedoch mehr den Concorden zu. Die Concorden, vielfach nichtbaltischen Ursprungs, konnten es auf gesellschaftlichem Gebiet den Balten nicht gleichtun. Die Balten standen allerdings im Rufe, ein allzu flottes und wüstes, teures und arbeitsfeindliches Leben zu führen. Die Rubonenstifter, die fast alle im Deutschen Reich studiert hatten, brachten „abgeschliffene und etikettenstrenge Formen reichsdeutscher Corpsstudenten“ mit. Die Rubonen übernahmen daher auf Bällen und anderen gesellschaftlichen Veranstaltungen rasch die Führung.

## Regeln, Riten und Bräuche
Im Verkehr miteinander nannten sich die Corpsbrüder in deutschbaltischen Korporationen mit landsmannschaftlicher Struktur untereinander „Landsmann“ (L!) und Landsleute (L!L!). In einigen Korporationen wurde auch das Brüderliche betont, der andere „Frater“ oder „Corpsbruder“ genannt. Die Rubonia hatte keinen landsmannschaftlichen Bezug. Trotzdem nannten auch sie sich untereinander L! bzw. L!L!. Der corpsstudentische Alltag der Rubonen begann mit dem Besuch der „Börse“. Die obligatorischen Fechtübungen wurden werktags von 12 bis 1 Uhr mittags abgehalten. Damals war auch der Sonnabend noch ein Werktag. Alle zwei Wochen fanden montags Convente statt, Kneip- und Singabende am Mittwoch und Sonnabend um 8 Uhr abends.

### Kommerse
Kommerse begannen mit einem warmen Essen mit Bier, unterbrochen von bis zu drei Liedern, die unter Leitung des Magister cantandi oft mehrstimmig gesungen wurden. Jeder Fuchs musste die Texte der gängigen Lieder lernen. Absingen aus Kommersbüchern war so verpönt wie eine Biermusik. Nach dem Essen wurde der Landesvater zelebriert. Anschließend wurden Hochs auf das Corps, die Philister, die Frauen und Jungfrauen und die Baltische Heimat ausgebracht. Danach ertönte in den ersten Jahren das Farbenlied, später das Heimatlied.

### Nachwuchs
Ein Student, der in eine Verbindung eintreten wollte, konnte von dieser zunächst in den Fechtbodistenverein aufgenommen oder gleich abgelehnt werden. Der Begriff „Fechtbodist“ (Fb!) wurde vom Wort „Fechtboden“ abgeleitet und galt als Bezeichnung für die nicht-farbentragenden Mitglieder des Corps. Der Neuaufgenommene war in der Regel zwei Semester Fuchs und trug eine einfarbige Mütze, Deckel genannt, der bei der Rubonia schwarz war und ein Silberschildchen mit dem Rubonenzirkel trug. Bei seiner späteren feierlichen Aufnahme in den engeren Verband erhielt er die Farben, das heißt Band und Deckel. In Zeiten, in denen das öffentliche Farbentragen verboten war, trug man seinen Farbendeckel unter einem schwarzen Überzug, dem Tschachól; der ließ aber soviel von den Farben sehen, dass man erkennen konnte, ob man einen L! oder einen Fuchs vor sich hatte. Wurde ein Fuchs nicht nach zwei Semestern aufgenommen, blieb er Fechtbodist. Fechtbodisten, die eine gewisse Zeit der Korporation angehört hatten, erhielten Philisterrechte. So sollten sie, die nicht die volle Anerkennung des Convents erhalten hatten, trotzdem dem Freundeskreis und dem Verbindungsleben erhalten bleiben. Manche von ihnen wurden später, manche sogar erst als Philister, zum Beispiel nach dem Zweiten Weltkrieg, aufgenommen.
Die Fuchserziehung war hart. Schutz fanden die Füchse beim Oldermann, der ihr Anwalt war. Der Fuchs sollte lernen, sich gegen Angriffe zu verteidigen, dabei aber zwischen scherzhafter Neckerei und echter Beleidigung und Provokation zu unterscheiden. Beim „Pliggern“ sollte er von seinen Gesprächspartnern aufs Glatteis geführt werden, musste durch geschicktes Reagieren versuchen, aus schwierigen Situationen herauszukommen oder aber die Konsequenzen ziehen und fordern. Da diese so genannten „Reißereien“ nur der Erziehung dienten, wurden sie gütlich durch Coramage beigelegt. Der Fuchs wählte einen Kartellträger, der bei dem Beleidiger eine Entschuldigung für seine Äußerung verlangte, die dieser gewöhnlich auch gab. Reagierte der Fuchs nicht schnell und sicher, gab es „Strafen“, die teilweise – aber selten – auch mit Trinkzwang alkoholischer oder nicht wohlschmeckender Getränke verbunden waren.
Der Fuchs wurde auch sofort auf dem Fechtboden eingepaukt. Beim täglichen Übungspauken trugen die Einzupaukenden einen Helm und ein dickes Leinenhemd. Gepaukt wurde mit schmäleren abgerundeten Klingen, die aber den Neuling viele Schrammen und empfindliche Schmerzen sowie blaue Flecken kosteten. War er „freigepaukt“, konnte er „auf die Fläche“, das heißt sich im Ernstfall auch im Duell stellen.
Bei den meisten Verbindungen stellte nach einer gewissen Zeit ein L! den Antrag, einen bestimmten Fuchs als „Taufvater“ aufzunehmen. Bei der Rubonia waren es zwei L!L!, von dem späteren „Farbenvater“ wurde der Fuchs für die Farben „proponiert“, von der späteren „Farbenmutter“ wurde die Proposition „unterstützt“. Abstimmung über einen neu Aufzunehmenden musste 14 Tage davor bezüglich der Qualifikation diskutiert werden. Auch ältere Rubonen, die nicht mehr so häufig im C!Q! waren, wurden vom Convent dringend angehalten, sich ein Bild von dem „Proponierten“ zu machen, damit sie kompetent mit einer weißen oder einer schwarzen Kugel abstimmen konnten. Nicht abgegebene Stimmen wurden als „kontra“ gezählt. Die Aufnahme erfolgte für den Proponierten überraschend, nicht selten nach einer heftigen letzten Pliggerei.

### Ehrenhändel
Die meisten Kontrahagen ergaben sich aus den im Baltikum mit viel Liebe und Kunst geübten so genannten „Pliggereien“. War einer der Gesprächspartner dem anderen nicht ganz gewachsen oder war die schmale Grenzzone zwischen Scherz und Ernst überschritten, so ergab sich leicht eine Kontrahage, im baltischen Sprachgebrauch eine „Reißerei“. War eine Beleidigung gefallen und die „Forderung“ erfolgt, so kam seit 1841 in Dorpat die Sache vor ein Ehrengericht, das über die zu gewährende Genugtuung entschied. Das Ehrengericht entschied inappellabel, ob und wer Satisfaktion zu geben hatte. Meist wurde die Wahl zwischen einer mündlichen Erklärung oder Waffen gestellt. Beide Formen der „Genugtuung“ standen gleichwertig miteinander. Waffen wurden nie vorgeschrieben, aber meist gewählt. Entscheidend war der Status der Parteien. War einer der beiden „Antiduellant“, so schrieb das Ehrengericht dem Beleidiger eine Ehrenerklärung (Entschuldigungsform), deren Form von Fall zu Fall wechseln konnte.
Konstatierte das Ehrengericht (E!G!) eine so genannte „Incommentmäßigkeit“ (Schimpftätigkeit oder dergleichen), so gab es die Sache an das Burschengericht (B!G!) weiter, das seit 1864 in Dorpat existierte und inappellabel über das Strafmaß entschied: Verwarnung, Verweis, Androhung auf Ausschluss, Ausschluss („Ruckung aus dem C!C!“). Die Ruckung konnte einen Ausschluss auf Zeit sein oder gar auf 99 Jahre. Bei der Bedeutung der Korporationen im Baltikum war Letzteres gleichbedeutend mit einem Ausstoß aus der Gesellschaft. Die Einrichtung des Ehrengerichtes und des Burschengerichtes wurde später in Riga übernommen. Bei Reißereien innerhalb einer Verbindung trat ein internes E!G! zusammen, und über das Strafmaß entschied der Convent (C!) der betreffenden Verbindung.

### Mensur
Im Baltikum kannte man die Mensur nur als Form des Duells, eine Bestimmungsmensur gab es nicht. In den Chroniken der einzelnen Verbindungen erscheinen die Begriffe „Mensur“ und „Duell“ oft nebeneinander. In der Regel versteht man unter „Mensur“ eine Auseinandersetzung mit dem Schläger bzw. Hieber, unter einem „Duell“ mit Pistolen. Beides war zu allen Zeiten in Russland und später in Lettland illegal und verboten. Neben der Mensur zwischen Angehörigen verschiedener Korporationen kannten die baltischen Corps auch die interne Mensur, die zur Bereinigung innerer Spannungen diente und bei dem verhältnismäßig großen Convent nicht zu vermeiden war. Sie fand auf dem eigenen Conventsquartier (C!Q!) statt.
Der Ablauf der Mensuren war in Riga in jedem Falle anders als in Dorpat. Die Fechtweise der Göttinger Curonia, die dort im Wintersemester 1804/1805 nachgewiesen ist, wurde in Dorpat als „voltierende“ Kreismensur übernommen. Hierbei wurden nur die Antrittsstellungen der Paukanten gekennzeichnet. Der Paukant stützte sich auf das rechte gebeugte „Standbein“ und streckte das linke „Spielbein“ leicht nach hinten aus und voltierte nach rechts, also gegen den Uhrzeigersinn. Auf diese Weise bewegte er sich ebenso wie der Gegner auf einem gedachten Kreis, so dass der Abstand zwischen beiden immer unverändert blieb. Diese Art des Fechtens übten alle Corps aus, die früher in Dorpat ansässig waren, auch die lettischen. Die Rigasche, also die frühere Polytechnikerart, war eine mehr oder weniger feste Standmensur. Aber auch bei dieser Art der Mensur durfte man „vor- und zurückschnellen“. Man trippelte mit ganz schnellen Schritten vor und zurück, nur über einen rückwärts mit Kreide gezogenen Strich durfte man nicht zurückweichen.
Geschlagen wurde nur auf Brust, Schulter und den die Klinge führenden Oberarm. Ein Gang war beendet, wenn die Klinge eine der beiden Parten berührt hatte. Das konnte ein Treff am Körper sein, es reichte in späteren Jahren aber auch, wenn das Seidenhemd zerrissen war. Gefochten wurde auf 7 oder 14 Gänge, es gab daneben jedoch auch verschärfte Mensuren, bei denen nur „blutige Kadaverhiebe“ gezählt wurden. Wer aus gesundheitlichen Gründen nicht fechten konnte, wurde als Pistolenbursche annonciert. Ein „Jagdschein“ bescheinigte ihm, dass er „nur“ schießen konnte. In späteren Zeiten wurden die Ärzte ermahnt, Jagdscheine nicht leichtfertig auszustellen, sondern genau zu prüfen, ob dem Studenten nicht doch das Fechten möglich war. Zahlreiche Studenten versuchten unter nicht immer aufrichtigen Gründen den Jagdschein zu erhalten, da sie lieber schossen als fochten. Bei Pistolenduellen trug man statt der Takelage einen modischen Frack und schoss mit etwa 20 cm langen Vorderladern. Es war nicht unüblich, bei dem Duell seinen Ausweis im Frack zu haben, damit man bei unglücklichem Ausgang des Duells schnellstmöglich das Land verlassen konnte, um der Strafverfolgung zu entgehen.

## Conventsquartiere

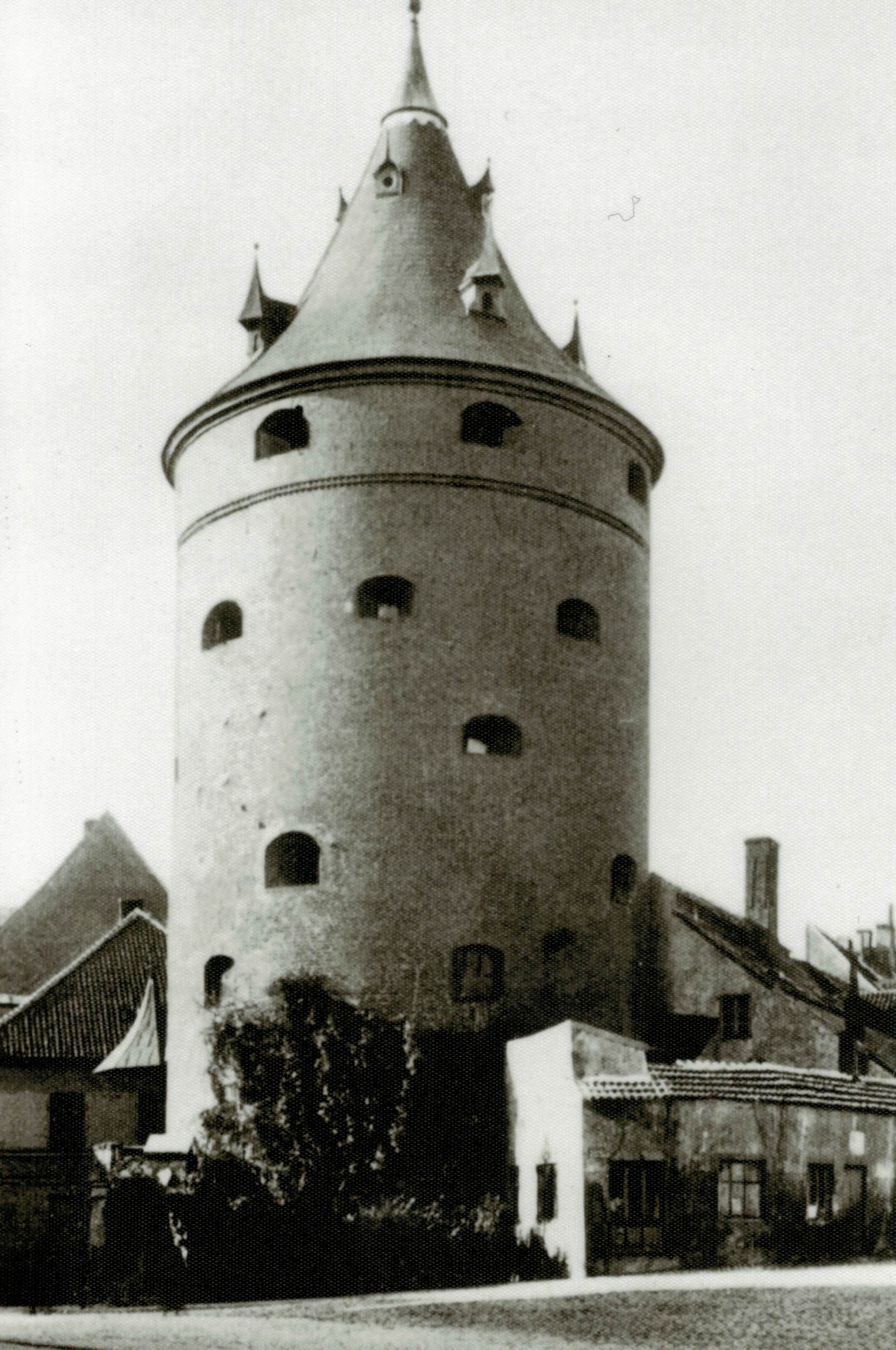
Rubonias Pulverturm

In der Rigaer Zeit hatte die Rubonia nacheinander acht Adressen. Anfänglich waren die Wechsel häufig. Nach den finanziellen Möglichkeiten oder den Zeitumständen waren die Unterkünfte oft unzureichend. Mit dem Umzug in das zweite C!Q! gab es eine Conventswirtin, die das Quartier in Ordnung hielt, für „ihre“ Verbindung sorgte und oft die Zuflucht hungriger Füchse war. Ab dem Oktober 1878 wurde eine Bibliothek eingerichtet. Anlässlich des Weihnachtscommerses 1888 wurde erstmals zwischen 5 und 8 Uhr abends das Conventsquartier für Damen geöffnet. Am 16. Oktober 1890 wurde der Rubonia ihr Quartier gekündigt. Eine Geschäftsfirma wollte den ganzen Keller übernehmen und zahlte offenbar mehr dafür. Am 15. April 1891 sollte die Rubonia die Räumlichkeiten verlassen. Die Stimmung war deprimiert. Ein anderes Quartier war nicht in Sicht. Als zu vorgerückter Stunde auf einem Kneipabend wieder das Thema „Wo sollen wir hin?“ diskutiert wurde, meinte der Rubone Heinrich Tiemer mit Galgenhumor, man sollte, um endlich Ruhe zu finden, in den alten verlassenen, nur noch von Tauben und Krähen heimgesuchten „Pulverturm“ ziehen. Zunächst wurde dieser Vorschlag belacht. Als es aber mit der Kündigung ernst wurde, besorgten sich Tiemer und Mehlbart den Schlüssel zum Turm und besichtigten sein Inneres. Taubenmist in hoher Schicht auf dem Fußboden, bewohnte und verlassene Nester zahlreicher Tauben, Kanonenrohre, die aus dem Taubenmist herausragten. Daraus ein C!Q! zu machen, schien aber möglich zu sein. Der Philister Hermann Hilbig übernahm kostenfrei die Bauleitung. Sein Entwurf wurde mit einem Pachtgesuch dem Stadtamt eingereicht und von diesem im Januar 1892 genehmigt. Rubonia pachtete den Turm zunächst auf 20 Jahre gegen eine Summe von 100 Rubel im Jahr und verpflichtete sich, den Turm auf eigene Kosten auszubauen und – abgesehen von der Straßenreinigung – alle sonstigen Pflichten eines Hauswirts auf sich zu nehmen. Bauleitender Architekt war also Hermann Hilbig, Dozent am Polytechnikum. Die Baukommission bestand aus Heinrich Frobeen, Waisenbuchhalter, Wilhelm Bockslaff, Architekt, und Charles Clark, stud. ing. Der Pulverturm wurde das 8. C!Q! der Rubonia und wird heute noch mit ihr in Verbindung gebracht. Am 12. September 1892 zog man ein. Die Kosten für den Um- und Ausbau betrugen 14.478 Rubel, für den Verkauf des Taubenmistes hatte man immerhin 640 Rubel erhalten. Der Pulverturm war das berühmteste Conventsquartier aller deutschbaltischen Korporationen.

## Verbindungstätigkeit
Bis zum 25-jährigen Jubiläum hatten 168 von 250 Fechtbodisten seit der Gründung die Farben erhalten. Anfang des 20. Jahrhunderts blühte die Rubonia: 1900/1901 kamen zwanzig, 1901/1902 zwölf, 1902/1903 vierzehn Füchse. Die Berichte erwähnen besondere Harmonie. Es wurde fleißig gesungen, tüchtig gepaukt und „zahlreich“ in die Vorlesungen gegangen. Als die Russische Revolution 1905–1907 ausbrach, kam es bereits in den ersten Tagen des Januar 1905 auch in Riga zu einer offenen Revolte, an der viele Studenten teilnahmen. Die Hochschulleitung schloss das Polytechnikum am 15. Januar. Mit der Zusicherung, die korporierte Studentenschaft stünde der Hochschulleitung loyal gegenüber, bat der C!C! die Hochschulleitung um möglichst baldige Wiederaufnahme der Lehrtätigkeit. Das hatte keinen Erfolg. Jetzt blieb die Hochschule über drei Semester geschlossen. Während dieser Zeit bewiesen die Deutschbalten nicht zuletzt im eigenen Interesse monarchische Gesinnung. Das wurde von höchster Stelle anerkannt. Es gab dafür Erleichterungen auf dem Gebiet des Schulwesens. Die Einrichtung von Privatschulen mit muttersprachlichem Unterricht wurde 1906 wieder erlaubt. Durch Gründung von literarischen Gesellschaften, Verlagen, Schriftstellervereinigungen, Museen und Theater nahm das gesamte Kulturwesen einen neuen Aufschwung. Die deutschen Convente aber hatten die Führung im C!C! nicht in der Hand. Die inzwischen aufgenommenen polnischen und russischen Verbindungen sympathisierten mit der russischen „Freiheitsbewegung“. Den deutschen Verbindungen war klar, dass sie auf sich gestellt waren und von keiner Seite Hilfe erwarten konnten.

## Erster Weltkrieg
Am Abend des 1. August 1914 erklärte die deutsche Reichsregierung Russland den Krieg. In der Anfangszeit des Krieges richtete sich eine Reihe von Maßnahmen sofort gegen die als russische Untertanen im Zarenreich lebenden Deutschen. Deutsche Schulen wurden schon im August 1914 geschlossen, deutsche Vereine liquidiert, deutschsprachige Publikationen und der Gebrauch der deutschen Sprache in der Öffentlichkeit verboten. 1915 wurden Teile des Baltikums Kriegsschauplatz. Zwischen Mitte März und September 1915 eroberten deutsche Truppen das gesamte von Litauern besiedelte Gebiet. Am 8. Mai besetzten sie Libau, am 1. August Mitau. Dreiviertel der Einwohner Kurlands flohen. Der deutsche Vormarsch kam Ende 1915 an der Düna kurz vor Riga zum Stehen. Die schweren Misserfolge der russischen Kaiserlich Russischen Armee, die sich nach der Schlacht von Tannenberg (1914) häuften, veranlassten die Regierung, im Kriegs-Etappenwesen Vorsichtsmaßnahmen für den Fall eines Rückzugs zu treffen. Im Herbst 1915 wurde die Rigaer Hochschule nach Moskau evakuiert. Das Leben auf dem C!Q! verstummte. Nur die Wirtin, die Unterstützungsgelder von der Philisterschaft erhielt, hauste nach wie vor in dem verlassenen alten Turm. Die kleine Schar nachgebliebener Rubonen zog mit der Hochschule nach Moskau ins Exil.

### Exil in Moskau
Im September 1915 zählte die Rubonia in Moskau unter Leitung des Seniors Alfred Rosenberg etwa 15 Landsleute und Füchse. Das Versammlungsverbot, die räumliche Zerrissenheit der Hochschule und das Fehlen eines ständigen C!Q! sowie der Raummangel auf den Buden war das Hindernis für ein Zusammenkommen aller. Viele befanden sich jedoch in einer wirtschaftlich schwierigen Lage, die nur durch brüderlichen Zusammenhalt überwunden werden konnte. Im Rückblick verschönte das die schweren Moskauer Tage. Zu den Conventen des Rigaschen C!C! bestanden keine oder nur geringe Beziehungen. Die bürgerlich-liberale Februarrevolution 1917 zwang den Zaren zur Abdankung. Am 3. September 1917 rückten die deutschen Truppen in Riga ein. Die Verbindung zwischen Riga und Moskau war unterbrochen. Im Herbst 1917 waren nur noch wenige Rubonen in Moskau. Sie versuchten, durch die Ostfront hindurch nach Riga zu gelangen. Das Exil in Moskau war beendet.

### Rückkehr nach Riga
Nach der Besetzung Rigas trugen die Landsleute der Rigaer und Dorpater deutschen Korporationen wieder ihre Farben. Vier aktive Landsleute der Rubonia und einige Philister beschlossen die Reaktivierung des Conventes. Am 24. August 1918 wurde das baltische Polytechnikum wiedereröffnet. Alle lettischen Parteien umfassend, rief der Lettische Volksrat am 18. November 1918 im heutigen Lettischen Nationaltheater die Republik Lettland aus.
Mit dem Waffenstillstand von Compiègne (1918) war der Krieg im Baltikum noch nicht beendet. Der Lettische Unabhängigkeitskrieg hing eng zusammen mit dem russischen Bürgerkrieg. In mancherlei Hinsicht war er eine Fortsetzung der Konflikte zwischen den großen Gegnern des Ersten Weltkrieges. Am 11. November 1918 wurde die Bildung einer Baltischen Landeswehr als Verteidigungsorgan eines gesamtbaltischen Staates genehmigt. Im estländischen Bereich wurde dementsprechend am 27. November 1918 das Baltenregiment gegründet. Alles was an Korporationsstudenten in Dorpat und Riga „ein Gewehr tragen konnte“, stellte sich dem Baltenregiment bzw. der baltischen Landeswehr zur Verfügung. Von der Rubonia waren es 59 Mann. Nach verlustreichen Kämpfen musste Riga am 2. Januar 1919 geräumt werden. Am 3. Januar 1919 rückten Bolschewiki ein. Die Bolschewikenzeit, in der auch mehrere Rubonen ermordet wurden, dauerte bis zur erneuten Eroberung von Riga am 22. Mai 1919. Die lettische Militärverwaltung besetzte am selben Tag den Pulverturm und begann dort ein Kriegsmuseum einzurichten. Die Rubonen saßen auf der Straße.

## Zwischenkriegszeit
Dass Estland und Lettland selbstständige Staaten wurden, hatte erhebliche Auswirkungen auf die deutschbaltische Minderheit in ihrer Gesamtheit und auf die Deutsch-Baltischen Studentenverbindungen. Nur durch eine tiefgreifende Agrarreform hatten beide Staaten eine politische Überlebenschance. Landarbeitern und Landlosen musste zu einem Besitz verholfen werden. Nicht zuletzt wollte man der deutschbaltischen Führungsschicht die wirtschaftliche Basis entziehen. Mit dem lettischen Agrargesetz vom 19. September 1920 gingen Rittergüter, Pastoratsländereien und städtische Güter entschädigungslos in staatlichen Besitz über. Den 1887 Rittergutsbesitzern wurde ein sogenanntes Restgut von 50 ha gestattet. Viele mussten ihre Parzellen verkaufen und außer Landes gehen. In den 1930er Jahren folgten Maßnahmen wie die Lettisierung deutscher Firmenbezeichnungen, die beschränkte Zulassung von Deutschen zum Anwaltsberuf, die Übergabe von Banken in lettische Hand, das Verbot der deutschen Sprache im amtlichen Verkehr, die Aufhebung der deutschen Schulverwaltung und vieles andere mehr. Sofort nach der Ausrufung der Republik Lettland wurde das Rigasche Polytechnische Institut in die Lettische Staatsuniversität (LU) überführt. Bald reichten die Studienplätze nicht mehr aus. Es musste ein Numerus clausus geschaffen werden. Nur wer ein für Deutsch-Balten schweres Konkurrenzexamen bestand, durfte studieren. Diese Eintrittsprüfung beinhaltete immer Lettisch (Sprache und Literatur) sowie je nach Fakultät ein anderes Fach. Für die Abgelehnten bestand zunächst die Möglichkeit, am Herder-Institut Riga zu studieren, einer 1921 gegründeten privaten deutschen Hochschule. Die materielle Lage der Deutsch-Balten hatte sich wesentlich verschlechtert. Bis auf wenige Ausnahmen war jeder deutsche Student ein Werkstudent, der Geld verdienen musste, um leben und studieren zu können. Das vielbesungene freies Studentenleben gab es nicht mehr.

### Verbindungen
Bald tauchte ein Nachwuchsproblem auf. In Riga verteilte sich die Zahl der Abiturienten nicht mehr auf drei, sondern nun auf sechs deutschbaltische Corps und drei neu entstandene ebenfalls deutschbaltische Verbindungen. Die drei Dorpater Corps – die Curonia, die Fraternitas Rigensis und die Fraternitas Pharmaceutica (1927 umbenannt in Gotonia) – verlegten 1921 ihren Sitz nach Riga. In den 1920er Jahren entstanden drei neue deutschbaltische Verbindungen, zwei für junge Deutschbalten, eine für Deutschbaltinnen. Die Baltische Akademische Freischar wurde am 22. Oktober 1925 gegründet. Sie unterhielt rege Beziehungen zur Deutschen Gildenschaft, zum Ring Akademischer Freischaren, zum Wandervogel und zu den Pfadfindern. Die Akademisch-Wissenschaftliche Verbindung (AWV) wurde am 27. März 1927 gegründet. Ihren Mitgliedern erschien die Tradition der alten Studentenverbindungen nicht mehr zeitgemäß. Sie vermieden alles, was nach Drill, Dressur und Zwang aussah, und nahmen auch Studentinnen als vollberechtigte Mitglieder auf. Ziel war, eine möglichst form- und zwanglose Gemeinschaft ohne Trinkzwang und ohne Trinksitten, ohne Schinden der Füchse und böswilliges Pliggern, ohne Satisfaktion mit der Waffe. Das Tragen von Farben wurde als unzeitgemäß angesehen. Ein Bierzipfel und ein Abzeichen genügten zur Kenntlichmachung.
Am 13. März 1929 wurde die Deutsche Frauenkorporation Constantia als Korporation deutscher Studentinnen an der Lettischen Universität gegründet.
Die drei lettischen Dorpater Convente hatten bereits 1919 ihren Sitz nach Riga verlegt, das älteste lettische Corps, die Lettonia, und die Lettgallia (1870 bzw. 1899 in Dorpat gegründet) und die Fraternitas Lettica (gegründet 1902 in Moskau als Fraternitas Moscoviensis). Am 27. September 1920 schlossen sich diese drei Corps mit den in Riga schon bestehenden Conventen der Selonia und der Talavia zu einem Präsidenkonvent (P!K!) zusammen. Am 13. Oktober 1920 erhielten sie die Bestätigung durch die Hochschulverwaltung. Dem P!K! war für seine Mitglieder das alleinige Recht zugestanden worden, die Korporationsfarben öffentlich zu tragen. Die Zulassung einer Korporation war von der vorherigen Aufnahme durch den P!K! abhängig. Die anfängliche Verfassung des P!K! sah vor, dass nur lettische Verbindungen zum P!K! gehören durften. Nach eingehenden Beratungen ließen die lettischen Convente ihre Aufnahmeeinschränkungen fallen. Daraufhin traten ab Dezember 1920 zunächst die drei deutschen Rigaer Convente und die Fraternitas Rigensis aus Dorpat dem P!K! bei. Später folgten die Gotonia und die Curonia.
Die Arbeit im P!K! war schwierig. Das Verhältnis der deutschbaltischen und lettischen Corps untereinander wurde beherrscht vom Zweistimmengesetz und dem Sprachenkonflikt. Beides diente der Majorisierung der Deutschbalten. Das Zweistimmengesetz besagte, dass Conventen mit mehr als 50 Landsleuten zwei Stimmen im P!K! einzuräumen seien. Die deutschen Convente erreichten diese Mitgliederzahl nie. Der Sprachenkonflikt bedeutete, dass bei Verhandlungen des P!K! Deutsch nicht mehr als Verhandlungssprache zugelassen war. Die deutschbaltischen Convente traten deshalb am 30. Oktober 1922 aus dem P!K! aus und legten ihre Farben nieder. Sie gründeten ihren eigenen deutschen Chargierten-Convent, der bis zur Umsiedlung bestand. Nach einigen Verhandlungen traten die deutschen Convente dann am 6. Juni 1924 wieder ein, nachdem ihnen zugestanden worden war, dass sie in mündlichen Verhandlungen sich der deutschen Sprache bedienen durften.

### 1930er Jahre
Die 1930er Jahre brachten einschneidende Veränderungen. Die 1929 beginnende Weltwirtschaftskrise erreichte 1931 und 1932 Lettland. Der deutsche Student musste sich noch mehr einschränken – und sich erstmals mit der Politik befassen. Der Anteil deutschbaltischer Studenten, die nicht mehr aktiv wurden, nahm zu. Von rund 500 deutschen männlichen Studenten waren im Herbstsemester 1932 nur noch 258, also knapp die Hälfte, in den Korporationen aktiv oder inaktiv. Hinzu kamen noch die in der Akademischen Freischar oder in der Akademisch-Wissenschaftlichen Vereinigung organisierten Studenten. Die Zahl der Neuaufnahmen junger lettischer Convente riss nicht ab. 1932 standen sechs deutschen 19 lettische Verbindungen gegenüber, davon mehrere mit Doppelstimme. Die Deutschen hatten kaum noch Einfluss. Daran änderte auch nichts die Unterstützung der russischen Fraternitas Arctica. 1929 hatte sich als zweites russisches Corps die Ruthenia aufgetan. Sie wurde erst 1935 in den P!K! aufgenommen. Im Frühjahr 1932 kam es zu vermehrten Spannungen. Die Vertreter einiger jüngerer lettischer Convente verlangten, einzige zulässige Verhandlungssprache dürfe die lettische sein. Fast alle lettischen Convente stimmten dafür. Am 14. Mai 1932 erklärten daraufhin alle sechs deutschen Convente erneut ihren Austritt aus dem P!K!.

#### Staatsstreich
Dann kam der Staatsstreich vom 15. Mai 1934 in Lettland, durch den Kārlis Ulmanis der neue „Vadonis“ (Führer) des lettischen Staates wurde. Parteien, Vereine und alle übrigen Organisationen, also auch die Studentenverbindungen, galten als aufgelöst. So fand zunächst keine Sitzung des P!K! mehr statt, auf der über die Anträge der Deutsch-Balten hätte entschieden werden können. Im Herbst wurden die Verbindungen wieder zugelassen. Nur die beiden russischen Verbindungen sprachen eindeutig für die Deutschen. Bei den Letten aber war die Stimmung umgeschlagen. Außer den Lettonen, die sich der Stimme enthielten, waren jetzt alle übrigen lettischen Korporationen gegen eine Rückkehr der Deutschen. Grund für den Gesinnungswandel der lettischen Corps war das gestärkte Nationalbewusstsein. Andererseits war das Verhalten in der Öffentlichkeit vieler Deutscher, besonders Jugendlicher, nicht dazu geeignet, das Verhältnis zwischen den Deutschen und dem Mehrheitsvolk zu verbessern. Da sie es jetzt erklärtermaßen aufgaben, später wieder in den P!K! aufgenommen zu werden, und damit darauf verzichteten, ihre Farbendeckel öffentlich tragen zu können, registrierten sich die Curonia, die Fraternitas Baltica, die Concordia Rigensis, die Rubonia und die Gotonia im Dezember 1934 als studentische Vereine an der lettischen Universität. Die Fraternitas Rigensis stand abseits. Aber auch der P!K! musste schließlich nach dem Staatsstreich seine Satzung den Normalstatuten der Vereine angleichen. Im Mai 1935 kam es für die fünf deutschbaltischen Vereine nochmals zu einer Veränderung. Sie wurden jetzt zu einer Vereinigung der deutschen studentischen Vereine an der lettischen Universität umregistriert.

#### Bewegung gegen System
Nachdem im Mai 1932 der Austritt aus dem P!K! erfolgt war, wäre nun der Weg frei gewesen für eine gedeihliche Arbeit im deutschen C!C!. Doch genau das Gegenteil war der Fall. So geschlossen die deutschen Convente im P!K! stets vorgingen, so erbittert bekämpften sie sich untereinander nach 1933.
Der Fortbestand der deutschbaltischen Verbindungen in Riga und ihr Mit- und Untereinander war bedroht durch die Entwicklung der nationalsozialistischen „Bewegung“. Der spätere Landesleiter der „Bewegung“, Erhard Kroeger, ein wegen Nicht-Akzeptanz eines Urteils des Ehrengerichts ausgeschlossenes Mitglied der Dorpater Livonia, empfand das Verhalten „altbaltischer“ Politiker und Parteien, nämlich die eigenen Positionen und Rechte zu sichern, als starres Beharren auf dem Status quo und nannte seine Gegnerschaft „Das System“. Im Frühjahr 1933 reichte Kroeger beim lettischen Innenministerium einen Antrag auf Zulassung der von ihm gegründeten deutschbaltischen nationalsozialistischen Partei ein. Im Gegensatz zum „System“ nannte er seine Partei die „Bewegung“. Die lettische Regierung lehnte die Zulassung als legale Partei bereits am 1. Juni 1933 ab. Kroeger blieb nur der Weg in die Illegalität. Im Frühjahr 1933 wurde stattdessen der „Deutsche Bildungsverein“ gegründet. Er brachte nationalsozialistische Ideen zu den Deutschen in Lettland. In kurzer Zeit wurde er das Zentrum der „Bewegung“ mit totalem Anspruch auf die Führung der baltischen Volksgemeinschaft, insbesondere der gesamten baltischen Jugend. Seine Absichten konnte er bei der nichtstudentischen Jugend durchsetzen, bei der Studentenschaft nie vollkommen. Der Bildungsverein stand im krassen Gegensatz zu den Korporationen. Obwohl die deutschbaltischen Korporationen es nie an nationalem Willen und nationaler Würde hatten fehlen lassen, wurden sie von der „Bewegung“, insbesondere vom „Bildungsverein“, als „reaktionäre Clubs“ hingestellt, die keine Existenzberechtigung mehr hätten. Sie würden den Individualismus fördern. Im Gegensatz dazu wünschten sich die „bewegten“ Studenten Kameradschaften nach deutschem Muster als Ersatz für die alten Corps. Aber auch innerhalb der Corps begannen sich Spannungen auszubreiten. Schon 1934 trat eine Reihe von Aktiven aus verschiedenen Verbindungen aus, in erster Linie wohl solche, die in ihrem Beruf kein Fortkommen mehr in der Heimat sahen. Die Mehrheit der Korporierten trotzte jedoch der „Bewegung“. Der C!C! verließ seinerseits den Verband Deutscher Jugend Lettlands (VDJL), weil dieser vollends unter den Einfluss der „Bewegung“ geraten war. Eine Reihe von Angehörigen der deutschbaltischen Corps trat der „Bewegung“ bei, ein großer Teil der Korporierten lehnte (noch) das Führerprinzip ab, so auch die Rubonia.

### Rubonias Wiedereröffnung in Riga
Im September 1920 wurde auf einem Philisterabend die Wiedereröffnung der Rubonia beschlossen, obwohl nur zwei Landsleute und vier Füchse anwesend waren. Der Philister Harry Mehlbart stellte in seinem an der Säulenstraße 18 gelegenen Haus Räume für das neue Conventsquartier im so genannten Innenhof zur Verfügung. Das Conventsleben hatte sich erheblich verändert. Es beschränkte sich auf zwei offizielle Abende in der Woche, den Sing- und dem Kneipabend. Pauken war nur in den Abendstunden möglich.
Im Reich hatte die nationalsozialistische Führung 1933 verlangt, dass der Kösener Senioren-Convents-Verband (KSCV) in den Allgemeinen Deutschen Waffenring eintreten sollte, dessen Bundesgesetz das „Arierprinzip“ enthielt. Corps sollten keine Juden oder mit Jüdinnen Verheiratete haben. Dieses Problem stellte sich in Lettland nicht. Deutsche Schulen hatten zwar viele jüdische Schüler, die aber zu Hause russisch sprachen und deswegen nicht zu deutschbaltischen Verbindungen gingen. Außerdem gab es mehrere Jüdische Studentenverbindungen in Riga. Soweit bekannt, gab es nur eine Ausnahme bei den deutschen Corps, Hermann Idelson. Er stieß im Januar 1931 zur Rubonia und wurde am 14. Dezember 1931 recipiert. Laut dem Jahresbericht für das Studienjahr 1932/33 war aber auf Anregung des Berliner Philisterverbandes eine Bestimmung in den Speziellen Comment aufgenommen worden, die die Aufnahme von Nichtariern untersagte. In praxi kümmerte sie den Convent offenbar nicht; jedenfalls avancierte Idelson zum Sekretär und Kassierer. In anderem Zusammenhang wird berichtet, dass Rosenberg selbst Idelsons Ausschluss aus der Rubonia verlangt habe. Der Convent habe sich geweigert, woraufhin Idelson freiwillig austrat, um seiner Verbindung keine Schwierigkeiten zu bereiten. Er ging zur Abwehr, wurde 1941 denunziert, von der Roten Armee verhaftet und vermutlich erschossen. Nachwuchs blieb auch bei Rubonia aus. Ihr Fortbestand wurde 1937 durch die Verhandlungen mit der AWV möglich. Dabei wurde vereinbart, dass gewillte Mitglieder der AWV im Jahre 1937 als Füchse in die Rubonia eintreten und nach einer verkürzten Fuchsenzeit im Jahre 1938 die Farben erhalten konnten. Nur wenige AWVer machten als „hartgesottene“ Korporationsgegner diese Vereinbarung nicht mit.

### Zweige in Jena, Berlin und München
Nach dem Ersten Weltkrieg gab es in München eine kleine Gruppe von Rubonenphilistern, die sehr früh in die NSDAP eintraten. Zu ihnen gehörten Max von Scheubner-Richter, Alfred Rosenberg, Arno Schickedanz und Otto von Kursell. Von ihnen wird behauptet, dass sie in der Frühzeit der Partei einen entscheidenden Einfluss auf Adolf Hitler hatten. Max von Scheubner-Richter galt in der Anfangszeit als einer der engsten Vertrauten Hitlers, als sein außenpolitischer Berater und Finanzier der frühen Bewegung mit guten Kontakten zu Exilrussen, die Hitler unterstützten. Er wurde am 9. November 1923 beim Marsch auf die Feldherrnhalle tödlich getroffen und riss Hitler, mit dem er Arm in Arm marschiert war, zu Boden, wodurch dieser überlebte. Hitler soll zu Scheubner-Richters Witwe gesagt haben, „alle durften sterben, nur der eine nicht“. Sein Tod wurde zur politischen Chance für Rosenberg, dem Hitler für die Dauer seiner Inhaftierung in Landsberg seine Vertretung anvertraute. Verärgert durch Widerstände und Intrigen legte er dieses Amt aber bald nieder. Aufgrund seiner deutschbaltischen Abstammung und seiner Zeit in Moskau während der Oktoberrevolution galt er in der Anfangszeit als Fachmann für Russland und den Kommunismus. Später wurde er zum Chefideologen der NSDAP.
In der Zwischenkriegszeit verließen immer mehr junge Deutschbalten ihre Heimat, weil sie dort keine guten Berufsaussichten zu haben glaubten. Damit sie im Reich nicht untergingen, erwog und realisierte Rubonia wie andere deutschbaltische Korporationen eine Zweigverbindung im Reich. Von 1922 bis 1934 gab es einen Convent der Curonia in Jena und vom Wintersemester 1921/22 bis zum Wintersemester 1931 eine Tochterverbindung der Fraternitas Academica in Berlin. Am 24. November 1923 eröffneten acht in München studierende L!L! den Zweigconvent. Am 10. Dezember 1923 wurde er durch die Rubonen in Riga offiziell bestätigt und am 17. Dezember 1923 fand im Beisein von drei Philistern der Stiftungsconvent statt. Die Quartiere wechselten aber meist von Semester zu Semester, wahrscheinlich weil die Rubonen den Wirtsleuten oft zu laut waren. Schließlich landete man im „Biedersteiner Park“ am Englischen Garten, einem kleinen Vorstadt-Bierlokal mit Nebenzimmer. Im Gastzimmer daneben tranken die Kommunisten ihr Bier. Die meisten Münchner Rubonen mussten als Werksstudenten den Lebensunterhalt teilweise oder ganz verdienen. Das Conventsleben war nicht wesentlich anders als in Riga. Freitagabend fanden die Kneipen statt, davor der Convent. Man war genügsamer als in Riga. An ein bis zwei Terminen pro Woche wurde gepaukt. Ein bis zwei Termine pro Woche waren für die Fuchserziehung reserviert. Wenn am Wochenende keine Verpflichtungen gegenüber der Verbindung bestanden, fuhr man entweder zur Werksarbeit, also zum Geldverdienen, oder in die Berge. Und wie in der Heimat gab es hin und wieder ein Fuchsentheater und auch Fuchsfluchten. Die Füchse flohen aber nicht zu Philistern, sondern in die Berge, wo sie sich aber fangen lassen mussten, um anschließend mit den Burschen zusammen zu feiern. Insgesamt wurden 34 oder 37 Studenten aufgenommen. Vier blieben Fechtbodisten. Alles in allem bildeten die Münchner Rubonen ein kleines fest geschlossenes Corps. Leider ließ der Zuzug nach München nach. Äußere, insbesondere pekuniäre Schwierigkeiten und der Zwang, möglichst bald ausstudieren zu müssen, führte zur Zerstreuung der Rubonen in Deutschland. Der Philisterverband und der Rigaer Convent wollten, dass der Zweigconvent in Deutschland unter allen Umständen weiter bestehen und nach Berlin verlegt werden sollte, wo eine geschlossene Philisterschaft dem jungen Convent Rückhalt hätte geben können. Durch Immatrikulationsschwierigkeiten ist es dazu nicht gekommen. Und so schloss der Subconvent in München im Wintersemester 1930/31.

### Ende des Burschenstaates
Im Herbstsemester 1934 stellte der Convent der Curonia im C!C! den Antrag, zu beschließen, dass der C!C! von allen deutschen Burschen als oberste Instanz anerkannt werden sollte und alle Einflüsse von außen entschieden abgewehrt werden müssten. Diese Präposition wurde von allen Conventen gegen die Stimme der Fraternitas Rigensis angenommen. Die Fraternitas Rigensis vertrat den Standpunkt, dass nur die Deutsche Studentenschaft die Gemeinschaft aller honorigen Burschen sei und nur sie einen Führungsanspruch des Gesamtburschenstaates habe. Da eine Einigung hierüber innerhalb des C!C! nicht erzielt werden konnte, trat die Fraternitas Rigensis am 25. September 1934 aus ihm aus, beanspruchte aber für ihre Aktiven weiterhin das Tragen des Deckels und des Farbenbandes. Ein Vermittlungsversuch des Rektors des Herder-Institutes, Woldemar von Knieriem, Frater Rigensis und Ehrenphilister der Rubonia, scheiterte; die Fraternitas Rigensis gab in der Farbenfrage nicht nach. Daraufhin wurde im März 1935 durch die deutsche Chargierten-Versammlung über den Convent der Fraternitas Rigensis die „Ruckung“ verhängt, Ostern 1936 wieder aufgehoben, weil sich die Maßnahme als wertlos erwies.
Der deutsche C!C! nahm wenigstens bis zum Jahr 1937 eine geschlossene Haltung gegenüber der Fraternitas Rigensis ein. Die Curonia gab im Laufe des Jahres 1937 ihre bisherige Oppositionsstellung gegenüber ihren aktiv in der Bewegung mitarbeitenden Mitgliedern auf. Auch die Rubonen und die Gotonen begannen allmählich, sich in dieser Richtung umzustellen. Die Concordia Rigensis dagegen hielt sich von der politischen Tätigkeit fern.
Im Semester 1938/I schuf der neue Vorsitzende Otto von Fircks eine neue Ehrenordnung, die der Ehrenordnung im Reich angeglichen war und vom Führer der „Bewegung“, Kroeger, gutgeheißen wurde. In der Folge sollten dem Vorsitzenden bzw. dem Führer der Deutschen Studentenschaft weitgehende Entscheidungen in Ehrenangelegenheiten eingeräumt werden, den Korporationen der Entscheid über die eigenen L!L! genommen werden. Die Chargierten-Versammlung konnte den neuen Angriff nicht parieren. Die Zeit der Geschlossenheit war vorüber. Es kam nur ein Beschluss zustande, der es jedem einzelnen Convent überließ, selbständig zu entscheiden. Die Rubonia, die mittlerweile die meisten Mitglieder der AWV in ihr Corps aufgenommen hatte, und die Gotonia nahmen die Ehrenordnung an. Die Concordia Rigensis stellte ihren Mitgliedern die Annahme frei. Die Curonia und die Fraternitas Baltica nahmen deutlich dagegen den Stellung und traten in der Folgezeit aus dem C!C! aus. Damit war der deutschbaltische Burschenstaat in Riga am Ende. Mit dem Austritt der Curonia aus dem C!C! am 28. März 1938 brach er endgültig zusammen.
Das Ende der deutschbaltischen Verbindungen in Riga kam rasch. Rubonia hatte zum 3. Juli 1939 eine Generalversammlung auf dem C!Q! einberufen. Anwesend waren nur 14 Mitglieder. Der aktive Convent beschloss, den studentischen Verein L.U. studenti biedruba Rubonia ab Herbstsemester 1939 nicht mehr an der Lettischen Universität, sondern am Herder-Institut als studentische Kameradschaft „Scheubner-Richter“ zu registrieren. Das Präsidium sollte die Statutenänderung dem Ministerium für Öffentliche Angelegenheiten einreichen und nötigenfalls Änderungen vorzunehmen. In derselben Generalversammlung fanden die letzten Chargiertenwahlen vor der Umsiedlung statt. Offenbar wurde die Umbenennung in Kameradschaft „Scheubner-Richter“ offiziell nicht mehr bestätigt. Mit Beschluss des Ministers für Öffentliche Angelegenheiten wurden im Herbst 1939 alle deutschen Verbindungen und Vereine geschlossen.

## Entwurzelung
In einem „vertraulichen Protokoll“ zum Deutsch-Sowjetischen Grenz- und Freundschaftsvertrag vom 28. September 1939 hatte die Sowjetunion „ansässigen Reichsangehörigen und anderen Persönlichkeiten deutscher Abstammung“ in sowjetischen Interessensgebieten die Möglichkeit eingeräumt, in das Deutsche Reich umzusiedeln. Am 6. Oktober 1939 rief Adolf Hitler die Deutsch-Balten „Heim ins Reich“. Der Ruf traf alle völlig unvorbereitet. Die Umsiedlung musste im Einvernehmen mit den zuständigen örtlichen Behörden vorgenommen werden, was in Verträgen mit Estland am 15. und mit Lettland am 30. Oktober 1939 erzielt wurde. Am 7. November 1939 verließen die ersten Schiffe mit deutschbaltischen Umsiedlern Riga und Libau. Insgesamt waren rund 100 Transporte notwendig, um die deutschbaltische Volksgruppe zu evakuieren. Am 16. Dezember 1939 verließ das letzte Umsiedlerschiff Riga. Es ist überliefert, dass die Umsiedler beim Verlassen der Häfen die lettische Nationalhymne sangen.

### Posen
Am 27. April 1941 wurde die Reichsuniversität Posen eröffnet. Jetzt hätten die deutschbaltischen Korporationen reaktiviert werden können; das war aber seitens der NSDAP unerwünscht. Man traf sich zu Stiftungsfesten und bei anderen Gelegenheiten. Als am 22. Juni 1941 der Deutsch-Sowjetische Krieg begonnen hatte und alle noch verfügbaren Männer einberufen wurden, gab es kaum noch einen jüngeren Rubonen in Posen. In der Schlacht um Posen begann am 20. Januar 1945 die Flucht. Nur ganz wenige Erinnerungsstücke an die alten Verbindungen, die die Umsiedlung überstanden hatten, konnten mitgenommen werden. Fast alles ging verloren.

### Nachkriegszeit
Erst 1948 rekonstituiert, schloss sich der Philisterverband der Rubonia dem am 20. September 1953 gegründeten Baltischen Philisterverband an. Ziele der Rubonen waren jetzt die ideelle und materielle Förderung des baltischen akademischen Nachwuchses und die Stützung bedürftiger Landsleute und Kriegerwitwen. Naturgemäß waren die dafür zur Verfügung stehenden Mittel anfangs nur sehr gering. In späteren Jahren wurde ein Studienfonds für bedürftige Studenten in baltischen Korporationen gegründet. Einige Philister der Rubonia wurden Wahlphilister bei der Concordia Rigensis, die mit einem Conventsbeschluss vom 13. Oktober 1956 in Hamburg als Corps Concordia Rigensis wieder aufgemacht hatte und am 15. Mai 1959 in den Kösener Senioren-Convents-Verband (KSCV) aufgenommen worden war.
Am 1. August 1959 erfolgte in Göttingen die Stiftung des Corps Curonia Goettingensis, das am 8. Dezember 1959 in den KSCV aufgenommen wurde. Als erstes deutschbaltisches Corps ernannten die Rubonen am 25. Juli 1964 feierlich die Curonia Goettingensis zu ihrem Traditionscorps. Bandverleihungen sollten nicht erfolgen. Alle in farbentragenden Verbindungen aktiven Rubonensöhne erhielten feierlich ein auf dem Band zu tragendes Silberschildchen mit dem Rubonenzirkel und -wahlspruch. Am 27. November 1993 war die Rubonia noch einmal offiziell in Riga vertreten. In Anwesenheit der drei Rubonenphilister Hans Buschmann, Ewald Meyer und Gerhard Windisch wurde im Pulverturm eine Plakette angebracht. In deutscher, englischer und russischer Sprache erinnert sie an die Korporation Rubonia und ihre Beziehung zum Pulverturm.

## Mitglieder
Nach Geburtsjahr geordnet
- Woldemar von Knieriem (1849–1935), Agrarwissenschaftler, Rektor der Technischen Hochschule Riga
- Victor von Taube (1854–1914), Gutsbesitzer und Unternehmer
- Robert Kordes (1855–1931)[12]
- Wilhelm Bockslaff (1858–1945), Architekt in Riga
- Ernst Friedrich Tode (1859–1932), Maler[13]
- August Reinberg (1860–1908), Architekt in Riga
- Hugo Wittrock (1873–1958), Oberbürgermeister von Riga
- Jacques Rosenbaum (1878–1944), deutsch-estnischer Architekt
- Felix Boehm (1881–1958), Psychoanalytiker, Vorsitzender der Deutschen Psychoanalytischen Gesellschaft
- Otto von Kursell (1884–1967), Maler, MdR[14]
- Max von Scheubner-Richter (1884–1923), Diplomat, Nationalsozialist
- Harald Siewert (1887–1945), Nachrichtendienstler, NS-Funktionär
- Arno Schickedanz (1892–1945), NS-Diplomat
- Alfred Rosenberg (1893–1946), NS-Politiker, Reichsminister für die besetzten Ostgebiete
- Georg Weinblum (1897–1974), deutsch-baltischer Ingenieur, Schiffbauforscher und Hochschullehrer